# Distretto di Şefaatli

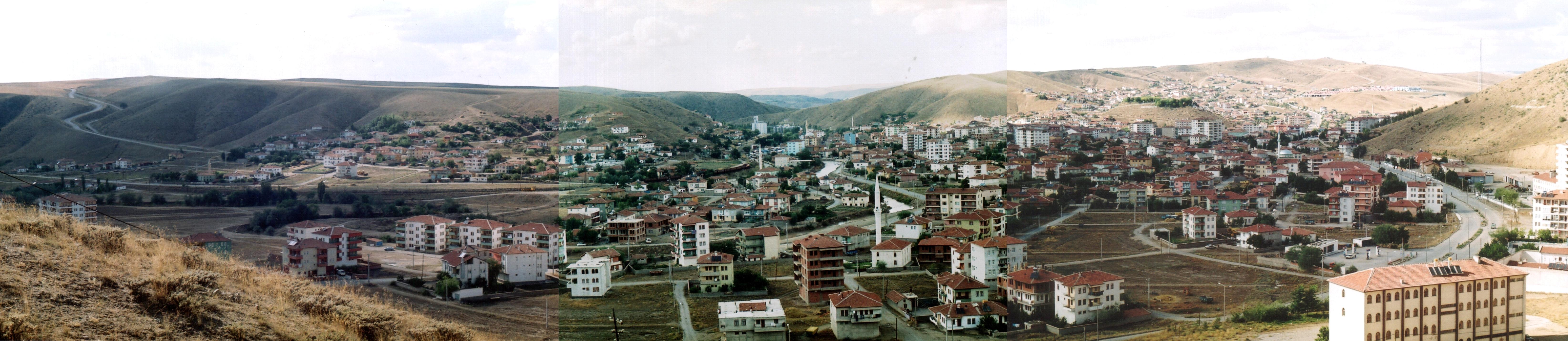
A panoramic view of Şefaatli

Il distretto di Şefaatli (in turco Şefaatli ilçesi) è uno dei distretti della provincia di Yozgat, in Turchia.